# Chard (Inglaterra)
Chard es una localidad de Inglaterra, situada en la región del Sudoeste, en el condado de Somerset. Forma parte del distrito de South Somerset. Se sitúa a 121 metros de altura sobre el nivel del mar. La población asciende a algo más de 13.000 habitantes. 